# Fear of Domination

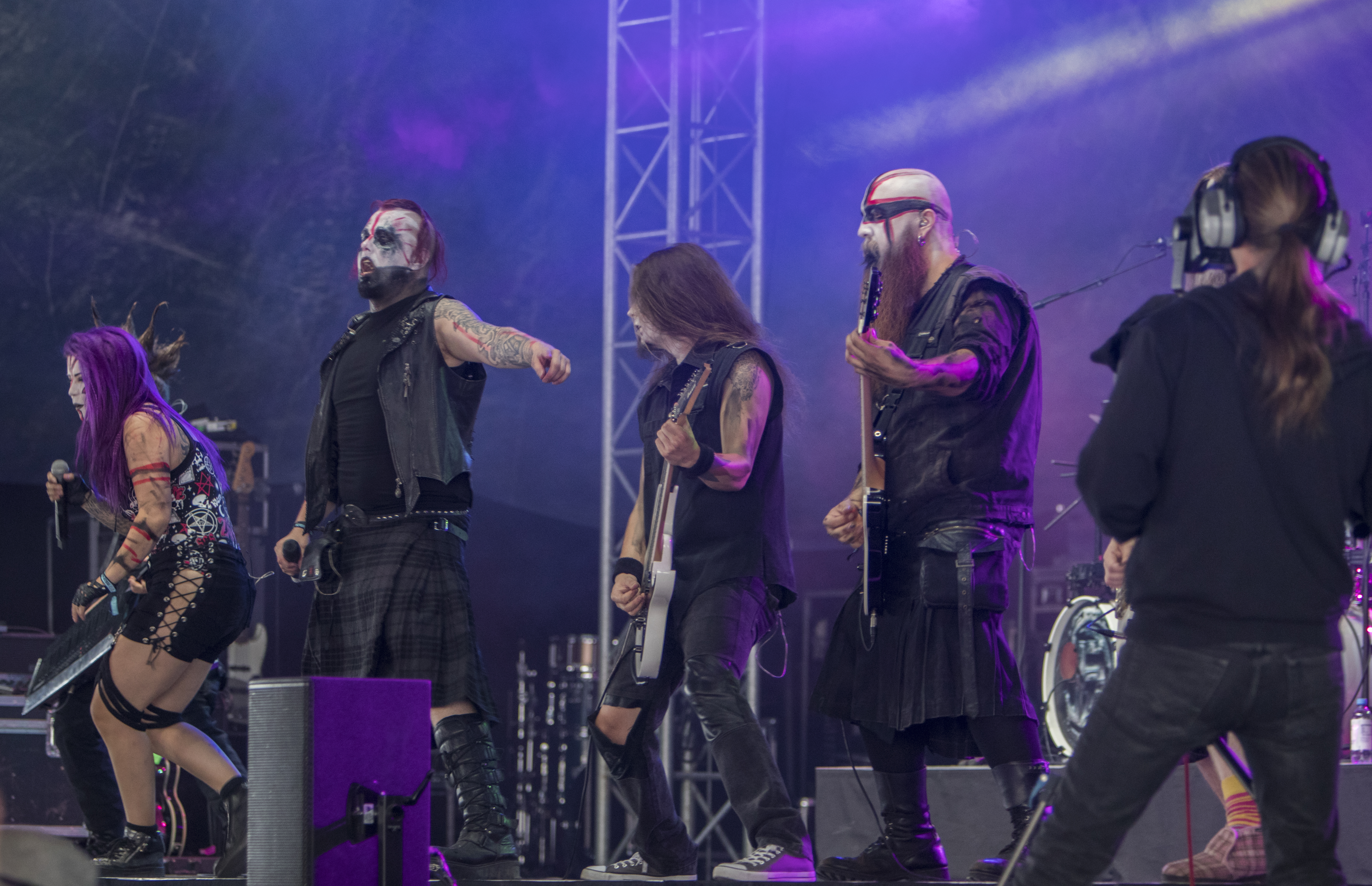

Fear of Domination ist eine finnische Melodic-Death- und Industrial-Metal-Band aus Nurmijärvi, die im Jahr 2006 gegründet wurde.

## Geschichte
Die Band wurde im Sommer 2006 von dem Sänger Saku Solin, dem Gitarristen Jan-Erik Kari und dem Schlagzeuger Jaakko Arteli gegründet. Als Bassist kam Lauri Ojanen hinzu, ehe als zweiter Gitarrist Marko Salmikangas hinzugefügt wurde. Letzterer verließ jedoch 2007 die Gruppe. Der Name der Band stammt vom Bassisten Ojanen und war ursprünglich als Titel für ein Lied gedacht. Die Band setzte ihre Aktivität nach dem Ausscheiden von Salmikangas mit nur einem Gitarristen fort und spielte so auch Konzerte. Im Sommer 2007 stieß Johannes Niemi als weiterer Gitarrist dazu. Niemi war bereits seit seiner Kindheit mit Solin und Ojanen befreundet gewesen. In der folgenden Zeit wurde das Demo Perfect World aufgenommen und es wurden weitere Auftritte abgehalten. Später kam es zu Uneinigkeiten zwischen den Mitgliedern, die jedoch ausgeräumt werden konnten, sodass der Weg zu einer nochmaligen Banderweiterung durch die Keyboarderin Niina Telén 2008 frei war. 2009 erschien daraufhin das Debütalbum Call of Schizophrenia. Das Album war im D-Studio in Klaukkala aufgenommen worden. Vor der Veröffentlichung war die Band auch noch von Petja Turunen von der Band Turmion Kätilöt bei seinem Label Osasto A-Records unter Vertrag genommen worden. Nach der Veröffentlichung folgten verstärkt Auftritte, so etwa auf der After-Show-Party des Tuska Open Air Metal Festivals oder als Vorgruppe für Deathstars auf ihrer Tour durch Finnland Anfang 2010. Zudem nahm die Band Demos für das nächste Album auf und arbeitete an einer EP, die unter anderem die Lieder Coma und Modify enthalten sollte. Die EP wurde jedoch nie veröffentlicht, da im Sommer 2010 die Aufnahmen zum zweiten Album begannen. Kurz davor hatte Arteli aufgrund musikalischer Differenzen die Besetzung verlassen. Als Ersatz kam Vesa Ahlroth, der schon zuvor bei der Band ausgeholfen hatte, wenn Arteli verhindert war. 2011 schloss sich daraufhin das zweite Album Create.Control.Exterminate. an. Als Single wurde der Song Pandemonium ausgekoppelt. Als Promoter und Manager stieß Matti Remes zur Band, wodurch ihr es ermöglicht war bei größeren Veranstaltungen aufzutreten. Durch das Hinzukommen des Tontechnikers Papa Wilske wurden die Auftritte außerdem professioneller. Im Frühling 2012 verließ Telén die Band, woraufhin Lasse Raelahti das Keyboard übernahm. Raelahti war bereits zuvor als Aushilfe und Merchandise-Verkäufer mit der Gruppe unterwegs gewesen. Daraufhin schlossen sich weitere Auftritte wie 2012 auf dem Myötätuulirock, bei dem Helena Haaparanta Gesang beisteuerte, und eine kleine Tournee mit Mass Murder Agenda durch Finnland und Schweden an. Während eines Auftritts in Kuopio lernte die Band Hanna Niskanen kennen, die daraufhin als Lichttechnikerin die Live-Auftritte unterstützte. 2013 begann die Gruppe im D-Studio mit der Vorproduktion von neuen Songs für das nächste Album. Im Frühling erschien daraufhin die Single Paperdoll. Das Lied wurde auch bei den folgenden Konzerten gespielt. Im Sommer begab sich Fear of Domination erneut in das D-Studio, um das Album aufzunehmen. Helena Haaparanta trainierte und produzierte dabei Solins Gesang, ehe die Aufnahmen gegen Ende des Sommers beendet waren. Im Herbst erschien mit Legion eine weitere Single, für die erstmals ein Musikvideo erstellt wurde. Während dieser Zeit wurde außerdem eine kleine Tour durch Finnland mit der russischen Band X-None durchgeführt. Des Weiteren nahm der Booking-Agent Ismo Korhonen die Band unter Vertrag. Im Februar 2014 wurde das Album Distorted Delusions veröffentlicht. Zur selben Zeit hielt die Band eine große Tournee durch Finnland ab, ehe sie im Sommer auf dem Nummirock zu sehen war. Im Herbst ging es auf eine erste Tour durch Europa. Im August 2015 wurde ein Musikvideo zum Song El Toro, der auf dem späteren Album enthalten ist, als Vorgeschmack veröffentlicht. Im Mai folgte mit Adrenaline eine weitere Single, woraufhin im selben Monat das Album Atlas folgte. Anfang 2017 trennte sich Helena Haaparanta von der Band, um sich auf andere Projekte konzentrieren zu können. Diese schlug Sara Strömmer als passenden Ersatz für weibliche Gesangspassagen bei Live-Shows vor. Da die Band die Zusammenarbeit mit Strömmer als harmonisch empfand, wurde sie offiziell zur zweiten Sängerin neben dem Sänger Saku Solin. Diese Nachricht verkündete die Band während des Auftritts auf dem Tuska Open Air Metal Festivals, wobei selbst Strömmer im Vorfeld hiervon nicht informiert gewesen war. Im Sommer 2017 schrieb die Band an neuen Liedern und war außerdem für das SaariHelvetti auf der finnischen Insel Viikinsaari, die zu Tampere gehört, gebucht.

## Stil
Timon Krause von Powermetal.de ordnete die Band in seiner Rezension zu Distorted Delusions dem Industrial Metal im Stil von Pitchshifter, Ministry und Nine Inch Nails zu. Die Gruppe selbst bezeichne ihren Stil als „Shock-Industrial Metal“. In den Songs gebe es einen „straighte[n], stampfende[n] Industrial-Groove“ und versehe sie mit „elektronischen Spielereien“. Weiterhin gebe es „[d]ezente Horroreffekte, mannigfaltige Keyboard-Spielereien, hochklassige Gitarrensoli, sowie enorm abwechslungsreiche Gesangseinlagen“, die „zwischen zerbrechlich-hohem und düster-tiefem Klargesang und fiesem gutturalem Geschrei“ variieren würden. Im Lied Violence Disciple verarbeite die Band Elemente aus dem Nu Metal. Die Geschwindigkeit der Lieder befinde sich meist im oberen Bereich. Mehrfach greife die Band auch Versatzstücke aus dem Gothic Rock auf, während sich der Song Dead Space am modernen Power Metal im Stil von Stratovarius bediene. Dave „That Metal Guy“ Campbell von metal-temple.com rezensierte das Album ebenfalls und ordnete es auch dem Industrial Metal zu. Das Lied Paperdoll sei keyboardgeprägt und bediene sich beim Power Metal, wobei ein tiefer Gesang, der wie eine Mischung aus Children of Bodom und Dimmu Borgir klinge, dazu im Kontrast stehe. Das Lied Parasite lasse Parallelen zu HIM aufkommen. Laut Philipp Issler von Metal.de ist das Liedmaterial auf Atlas düsterer als bei den Vorgängern, wobei die Band wie auch schon zuvor Melodic Death Metal mit Industrial-Effekten kombiniere. Besonders charakteristisch seien „wilde Keyboards, vorantreibende Drums und der beeindruckend vielseitige Gesangsstil“. Der Gruppe gelinge es jedoch nicht mit ihrem „Shock Metal“ zu schockieren, stattdessen biete man eine Mischung aus modernen Synthesizer-Effekten wie bei Pain oder Lindemann, melodischen Death Metal wie bei Amorphis und gelegentlich groovende Nu-Metal-Einflüsse. PorcupineOfDoom von metalholic.com fasste den Stil des Albums als kraftvollen Mix aus Melodic Death Metal und Industrial Metal zusammen, wobei man einen besonderen Schwerpunkt auf die Synthesizer lege. Im Vergleich zu den Vorgängern habe der Anteil an Klargesang stark zugenommen.

## Diskografie

### Demos
- 2007: Fear of Domination (Eigenveröffentlichung)
- 2008: Perfect World (Eigenveröffentlichung)

### Singles
- 2010: New World (Osasto-A Records)
- 2011: Pandemonium (Osasto-A Records)
- 2013: Paperdoll (Eigenveröffentlichung)
- 2013: Legion (Eigenveröffentlichung)
- 2015: El Toro (Inverse Records)
- 2016: Adrenaline (Inverse Records)
- 2017: The Bad Touch [Bloodhound Gang -cover] (Ranka Kustannus)
- 2018: The Last Call (Ranka Kustannus)
- 2018: Obsession (Ranka Kustannus)
- 2018: Face of Pain (Ranka Kustannus)
- 2019: Dead Weight (Ranka Kustannus)
- 2019: Call of Schizophrenia (2019 Remake) (Ranka Kustannus)
- 2021: Amongst Gods (Ranka Kustannus)

### Alben
- 2009: Call of Schizophrenia (Osasto-A Records)
- 2011: Create.Control.Exterminate. (Osasto-A Records)
- 2014: Distorted Delusions (Inverse Records)
- 2016: Atlas (Inverse Records)
- 2018: Metanoia (Ranka Kustannus)